# یویچی هیبی
یویچی هیبی (به ژاپنی: 日比遊一) ‏(۱۹۶۴، ناگویا - ) عکاس، کارگردان و نمایش‌نامه نویس ژاپنی است.
وی در سال ۱۹۸۵ از دانشکده هنرهای نمایشی نیکاتسو در توکیو فارغ‌التحصیل شد. وی در سال ۱۹۸۵ به عنوان بازیگر نقشی محوری در فیلم رن از آکیرا کوروساوا داشت. در سال ۱۹۸۶ کمک‌هزینه دولت ژاپن را برای کارگردانی و بازی در تولید نمایش‌های برگزیده یوکیو میشیما را بدست آورد.

## عکاسی

هیبی در سال ۱۹۹۲ قدم‌زنی شبانه در منهتن و عکاسی را آغاز کرد. هیبی اغلب از همشهریان در شب عکس‌برداری کرده‌است. عکس‌های بدون افراد وی معمولاً توسط چراغ‌های خیابان یا تابلوهای تبلیغاتی روشن است.

## کتاب‌ها
- Imprint/心の指紋 - Nazraeli Press, 2005
- A weekend with Mr. frank - Nazraeli Press, 2006
- NECO 猫 - Nazraeli Press, 2008